# Hedwig von Württemberg

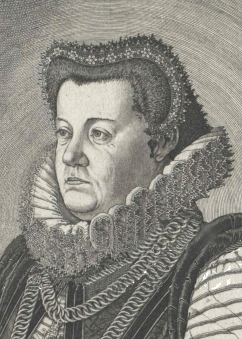
Hedwig von Württemberg

Hedwig von Württemberg (* 15. Januar 1547 in Basel; † 4. März 1590 in Marburg) war eine Prinzessin von Württemberg und durch Heirat Landgräfin von Hessen-Marburg.

## Leben
Hedwig war die älteste Tochter des Herzogs Christoph von Württemberg (* 1515; † 1568) aus dessen Ehe mit Anna Maria (* 1526; † 1589), Tochter des Markgrafen Georg von Brandenburg-Ansbach.
Sie heiratete am 10. Mai 1563 in Stuttgart Landgraf Ludwig IV. von Hessen-Marburg (1537–1604). Als strenge Lutheranerin hatte sie wesentlichen Einfluss auf ihren Ehemann, der dadurch mit dem Herzog von Württemberg in engem religiösen Verbund blieb, aber auch mit seinem Bruder Wilhelm in Auseinandersetzung geriet, der alle evangelischen Parteien in Deutschland einigen wollte. Ihre Ehe blieb kinderlos.
Hedwig ist neben ihrem Gemahl unter einem Epitaph mit ihrem Standbild in der Marburger Pfarrkirche bestattet.